# José Jiménez Aranda
José Jiménez Aranda (Siviglia, 7 febbraio 1837 – Siviglia, 6 maggio 1903) è stato un pittore spagnolo.
Era il fratello dei pittori Luis Jiménez Aranda e Manuel Jiménez Aranda.

## Carriera
Nel 1851 entrò nella Real Academia de Bellas Artes de Santa Isabel de Hungría a Siviglia. Nel 1868 ha studiato le collezioni del Museo del Prado, in particolare quelli di Goya e Velázquez. Nel 1867 si recò a Jerez de la Frontiera a lavorare come restauratore e progettista di vetro colorato. Nel 1871 si trasferisce a Roma dove rimase per quattro anni, per conoscere Mariano Fortuny, che ha fortemente influenzato i suoi quadri.
Nel 1881 si recò a Parigi, dove rimase per nove anni. Nel 1890 si trasferì a Madrid.

## Morte
Dopo la morte della moglie e della figlia nel 1892, ritornò a Siviglia. Divenne un membro dell'Accademia delle Belle Arti, dove divenne un insegnante, una posizione che ha tenuto fino alla sua morte nel 1903. Daniel Vázquez Díaz, Eugenio Hermoso, Ricardo López Cabrera, Manuel González Santos e Sanz Arizmendi.
Era anche un fumettista e illustratore noto.

## Galleria d'immagini

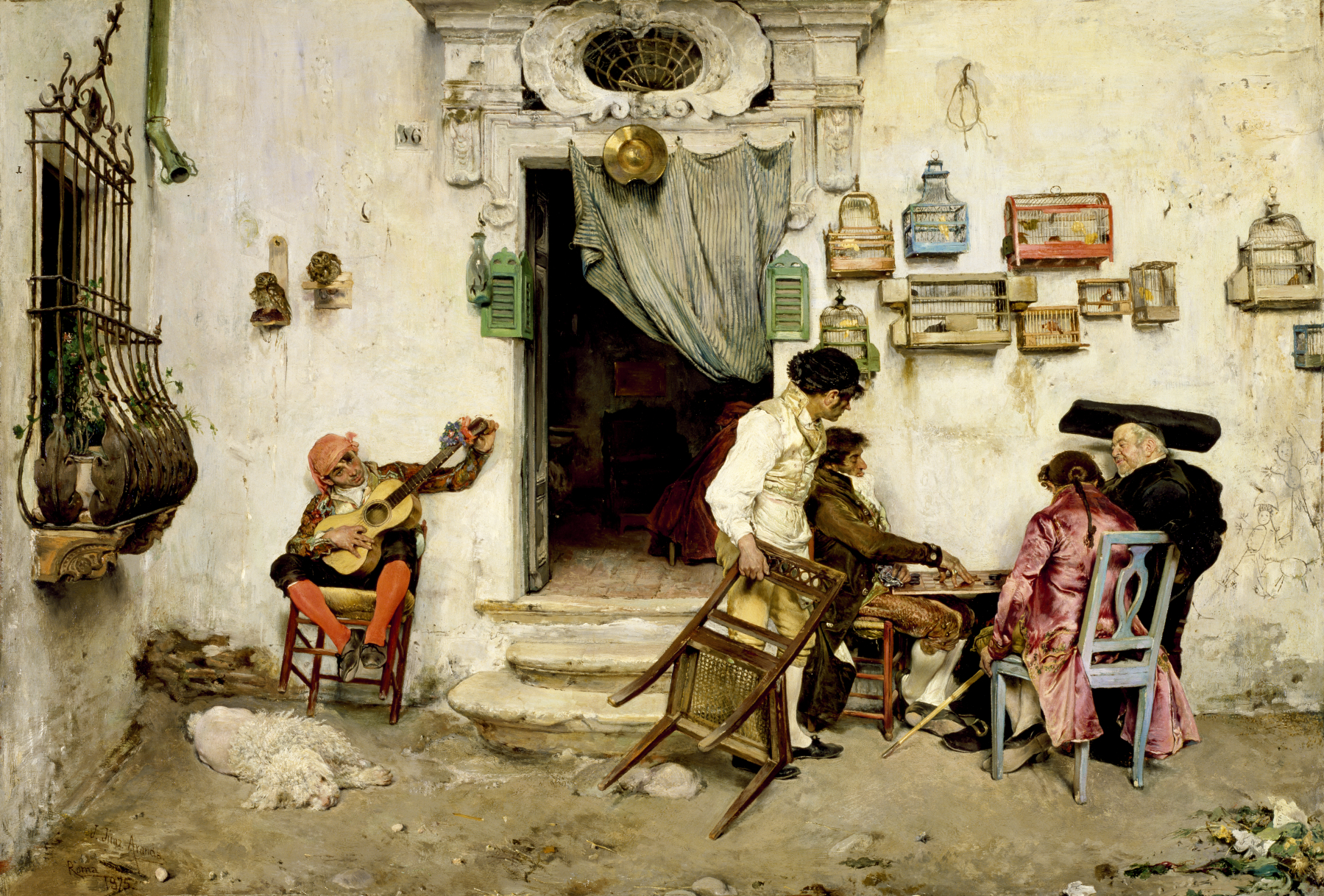
Il negozio di Figaro, Walters Art Museum
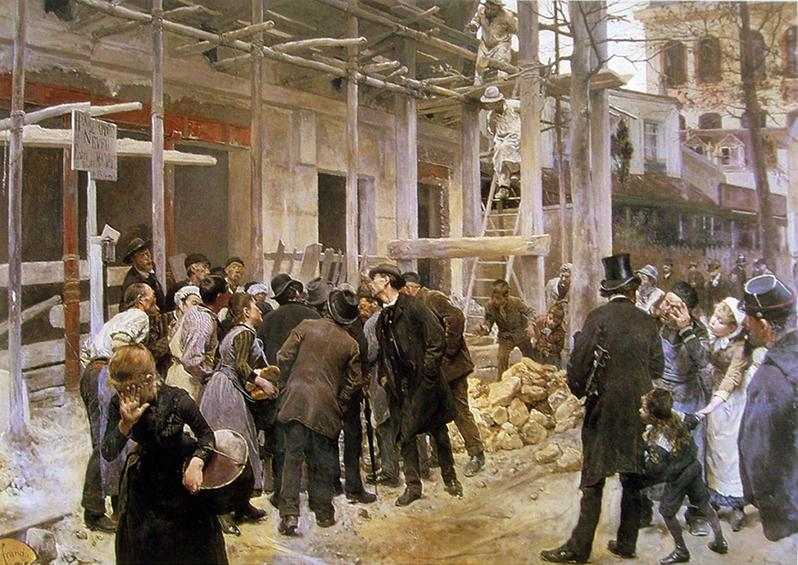
Una disgrazia, Museo de Bellas Artes
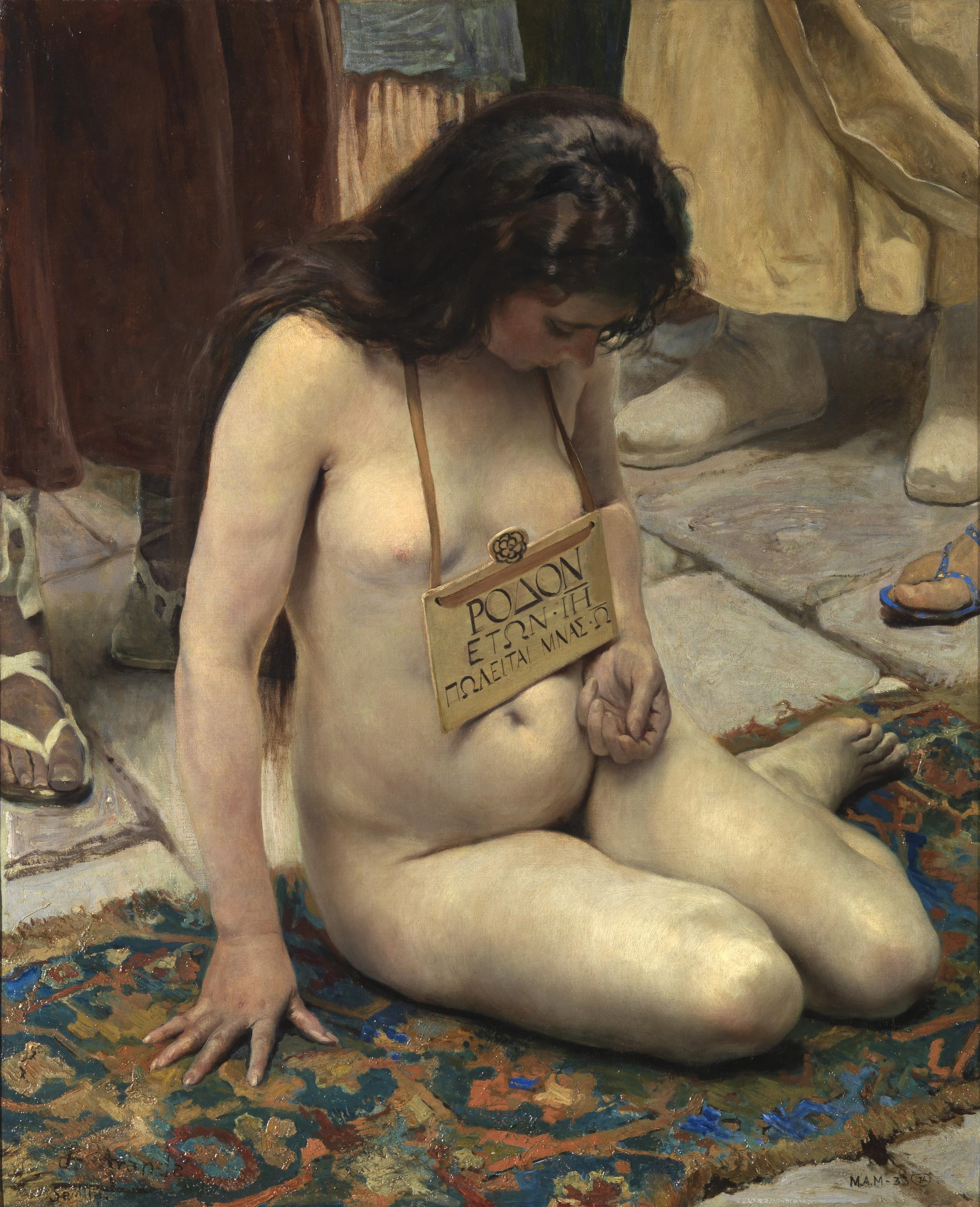
Una schiava in vendita, Museo di Malaga